# Michelle Alonso Morales
Michelle Alonso Morales (Tenerife, 29 marzo 1994) è una nuotatrice paralimpica spagnola.
È stata soprannominata dai media "la Sirenetta delle Canarie" ed è anche considerata una delle personalità più importanti dello sport spagnolo.

## Biografia
Alonso è affetta da disabilità intellettiva. È originaria delle Isole Canarie e dal 2012 vive a Tenerife.

## Carriera
Alonso è una nuotatrice che gareggia nella classe S14 ed è affiliata alla Federazione sportiva spagnola per le persone con disabilità intellettiva (FEddi).
Nel 2010 Alonso ha gareggiato al Tenerife International Open e nel 2012 ha gareggiato al Campionato di nuoto paralimpico di Spagna per comunità autonome.
Ha gareggiato alle Paralimpiadi estive del 2012 di Londra dove ha vinto una medaglia d'oro nei 100 metri rana, stabilendo un nuovo record mondiale di 1:16.85. Ha gareggiato ai Campionati mondiali 2013 dove ha vinto una medaglia d'oro nei 100 metri rana. L'anno successivo ha nuovamente rappresentato la Spagna, questa volta ai Campionati europei del 2014. Ha partecipato a quattro eventi, vincendo l'oro nei 100 metri rana classe S14 e battendo il suo stesso record mondiale, stabilito alle Paralimpiadi, di oltre un secondo. Ha battuto di nuovo il suo stesso record mondiale alle Paralimpiadi estive del 2020 con un tempo di 1:12:02.
Durante i Giochi paralimpici di Tokyo 2020, Michelle ha guidato la delegazione spagnola alla cerimonia di apertura portando la bandiera della Spagna.

## Riconoscimenti
Nell'ottobre 2013 le è stata conferita la medaglia d'oro dell'Ordine reale del merito sportivo in una cerimonia al Teatro de Madrid Cofidis, alla quale hanno partecipato la principessa Elena, il ministro dell'Istruzione, della Cultura e dello Sport, José Ignacio Wert, il presidente del Consiglio Superiore dello Sport (CSD), Miguel Cardinal, e il direttore generale dello Sport del CSD, Ana Muñoz.

## Palmarès

### Giochi paralimpici
| Anno | Manifestazione                | Sede           | Evento                     | Risultato | Note |
| ---- | ----------------------------- | -------------- | -------------------------- | --------- | ---- |
| 2012 | XIV Giochi paralimpici estivi | Londra         | 100 metri rana classe SB14 | Oro       |      |
| 2016 | XV Giochi paralimpici estivi  | Rio de Janeiro | 100 metri rana classe SB14 | Oro       |      |
| 2020 | XVI Giochi paralimpici estivi | Tokyo          | 100 metri rana classe SB14 | Oro       |      |

### Mondiali
| Anno | Manifestazione               | Sede     | Evento                     | Risultato | Note |
| ---- | ---------------------------- | -------- | -------------------------- | --------- | ---- |
| 2013 | Campionati mondiali di nuoto | Montreal | 100 metri rana classe SB14 | Oro       |      |
| 2015 | Campionati mondiali di nuoto | Glasgow  | 100 metri rana classe SB14 | Bronzo    |      |
| 2022 | Campionati mondiali di nuoto | Madeira  | 100 metri rana classe SB14 | Oro       |      |

### Europei
| Anno | Manifestazione              | Sede      | Evento                            | Risultato | Note |
| ---- | --------------------------- | --------- | --------------------------------- | --------- | ---- |
| 2014 | Campionati europei di nuoto | Eindhoven | 100 metri rana classe SB14        | Oro       |      |
| 2016 | Campionati europei di nuoto | Funchal   | 100 metri rana classe SB14        | Oro       |      |
| 2016 | Campionati europei di nuoto | Funchal   | 200 metri stile libero classe S14 | Bronzo    |      |